# Leptocerus americanus
Leptocerus americanus là một loài Trichoptera trong họ Leptoceridae. Chúng phân bố ở miền Tân bắc.